# فینال جام حذفی فوتبال انگلستان ۱۹۰۷
فینال جام حذفی فوتبال انگلستان ۱۹۰۷، رقابت پایانی جام حذفی فوتبال انگلستان در سال ۱۹۰۷ میلادی است که مابین دو تیم باشگاه فوتبال شفیلد ونزدی و باشگاه فوتبال اورتون در کریستال پالاس لندن برگزار شده‌است.
این مسابقه که در تاریخ ۲۰ آوریل ۱۹۰۷ انجام شده‌است با نتیجه ۲ بر ۱ به سود تیم باشگاه فوتبال شفیلد ونزدی به پایان رسید.